# Trichoferus holosericeus
Trichoferus holosericeus là một loài bọ cánh cứng trong họ Cerambycidae.

## Hình ảnh

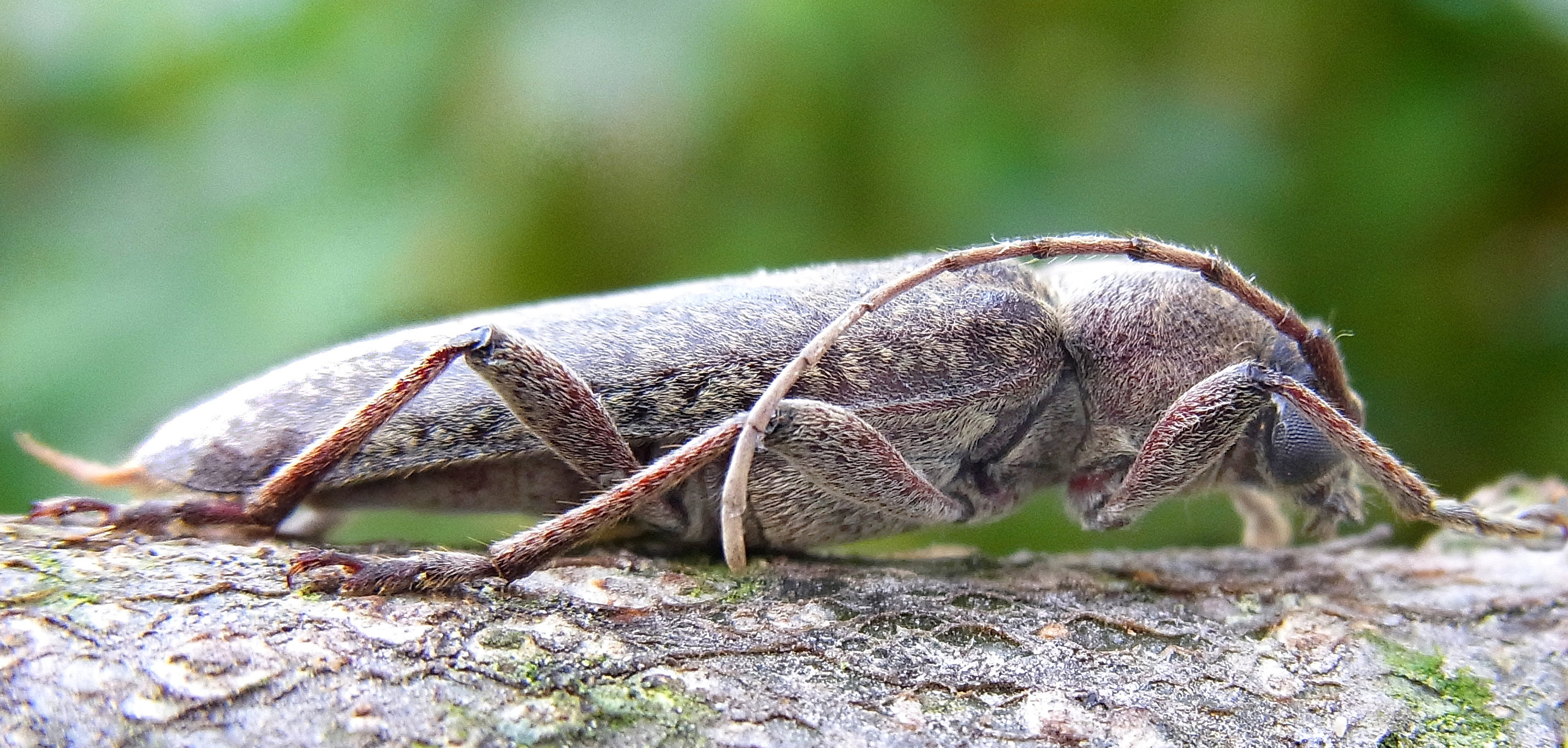
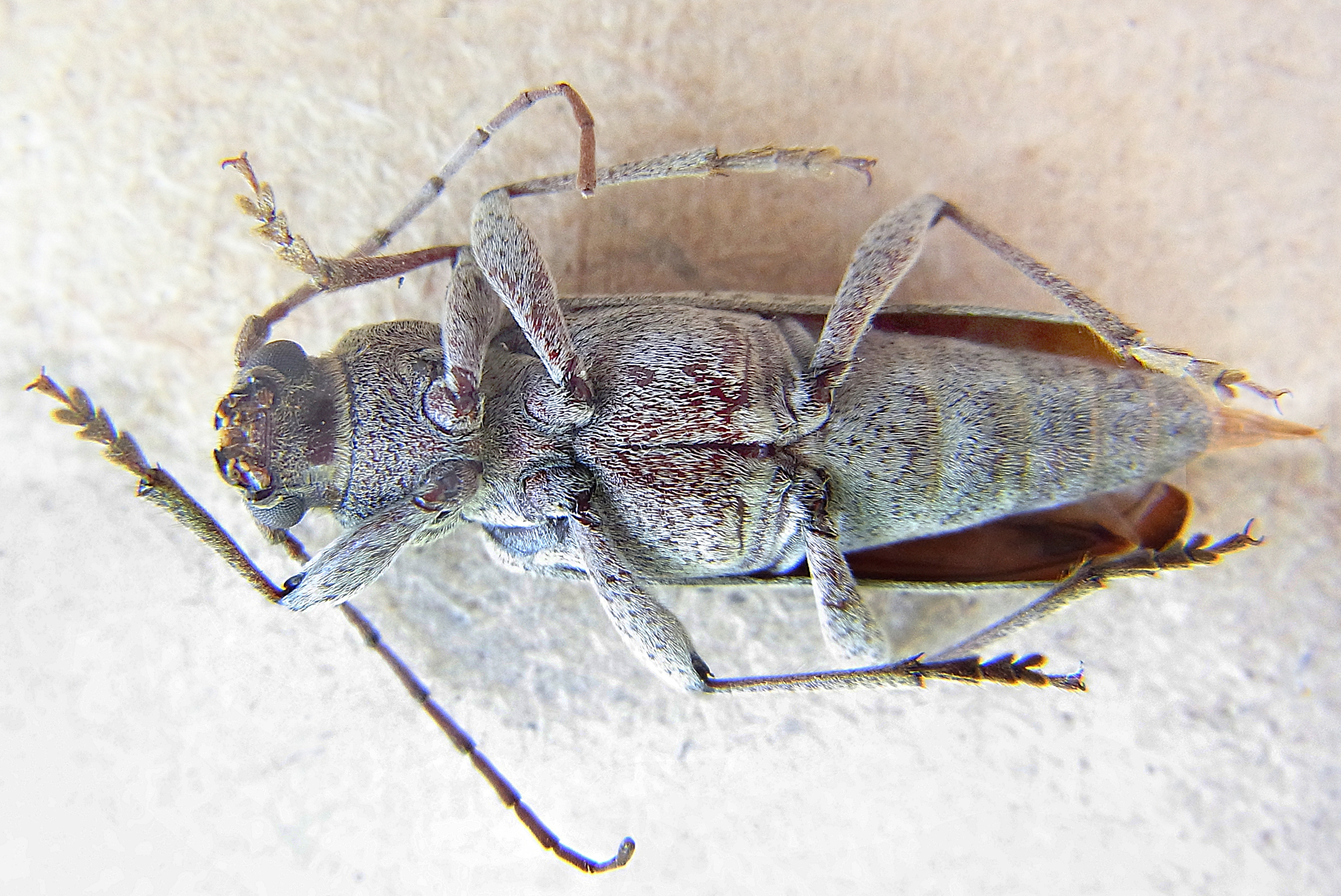
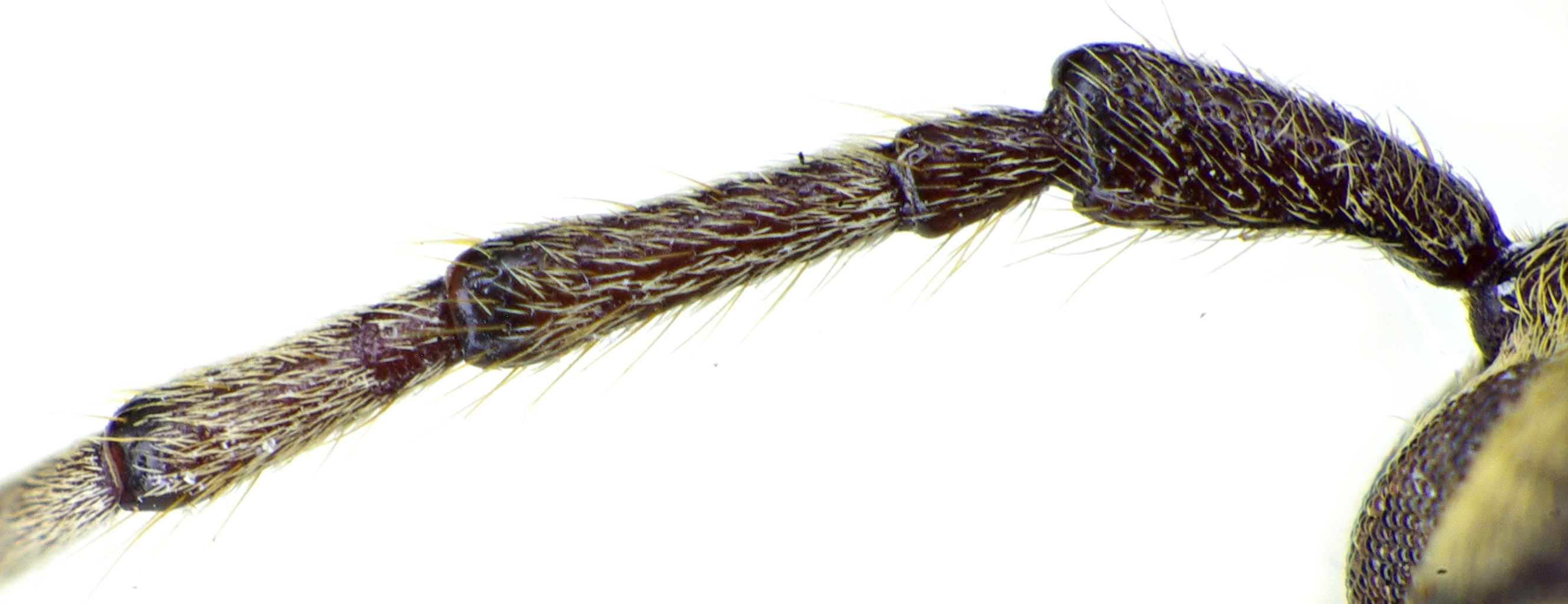
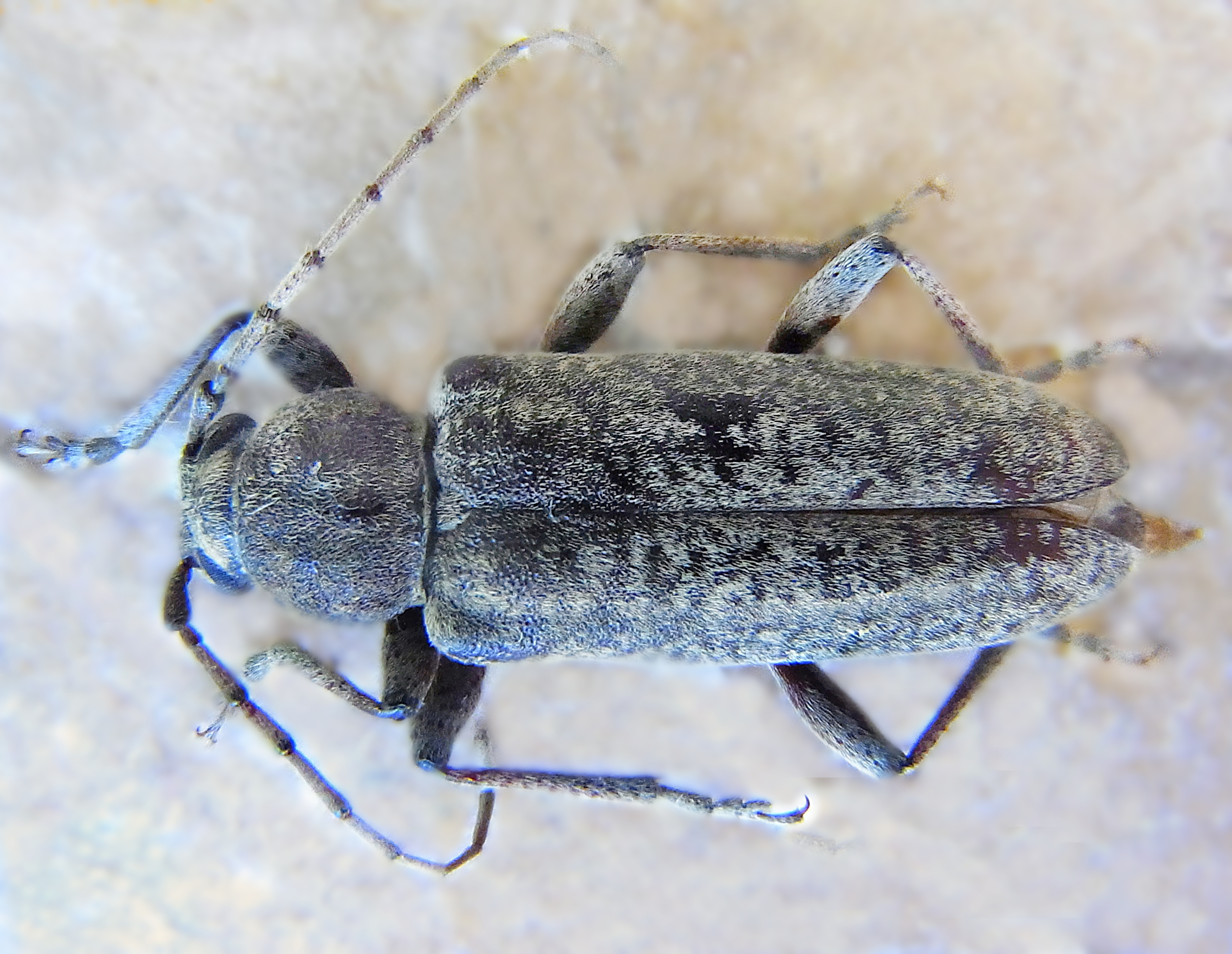